# Тризуб Дентал
ТриЗýб Дéнтал — волонтерський проєкт, створений 1 червня 2015 року. Метою діяльності є надання стоматологічної допомоги бійцям, що виконують завдання за призначенням на сході України в районі проведення ООС. Спільноту заснував запорізький волонтер, капітан запасу Збройних сил України — Ященко Ігор Костянтинович.
Проєкт фінансується з добровільних внесків Національної спілки стоматологів України, української діаспори та волонтерів.
Логістичний центр проєкту з назвою «Домік» розміщено у гостьовому будиночку компанії Вода Донбасу в селі Карлівка на Донеччині. Тут відбувається основне планування ротацій лікарів та проведення лікування, освоюються новітні технології та безоплатно надається повний комплекс сучасної стоматологічної допомоги військовослужбовцям, добровольцям та місцевим мешканцям.

## Історія створення
У 2015 році Ігор Ященко спільно з однодумцями, збираючи волонтерську допомогу для бійців тодішньої зони АТО, отримали велику кількість запитів на ліки для втамування зубного болю. Проаналізувавши ситуацію, волонтери зрозуміли, що у військових формуваннях в умовах бойових дій існує дефіцит стоматологічного забезпечення і пов'язаний він з відсутністю спеціальних кабінетів та обладнання. То ж запорізькі волонтери прийняли рішення зосередитись на зборі ліків та стоматологічного устаткування «ТриЗуб Дентал» згуртував лікарів, медичні компанії, виробників медобладнання і зуботехнічні лабораторії, які підтримують ініціативу надання стоматологічної допомоги на фронті, як волонтери.

## Структура

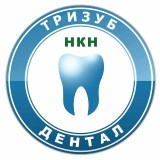
логотит волонтерської організації ТриЗуб Дентал

Бійців лікують професійні стоматологи з усієї країни. За п'ять років існування кабінетів, згідно з журналами запису проєкту, вилікувано понад 30 тисяч пацієнтів.
Для забезпечення стоматологічною допомогою більшої кількості бійців створено 8 мобільних стоматологічних кабінетів для проєкту та ще 9 кабінетів зібрано та передано волонтерами проєкту на баланс військовослужбовців. «ТриЗуб», «ТриЗуб-2», «ТриЗубчик», «ТриЗубчик-2», «ТриЗуб-Аліса», «Крокодил», «Слон» та «Слоненя» — автівки, котрі є пересувними стоматологічними комплексами для роботи лікарів-добровольців. Всі вони мають різні габарити та оптимально пристосовані для надання якісної стоматологічної допомоги у польових умовах за сучасними протоколами лікування.
«ТриЗуб» — пересувний стоматологічний кабінет (ПСК) на базі автомобіля Fiat Ducato, в якому можна приймати пацієнтів на лінії фронту. ПСК працює без підключення до водо- й електромережі: має 100-літровий бак із водою та електрогенератор. ПСК обладнаний як повноцінний стоматологічний кабінет: крісло, освітлення, автоклав, рентгенівський апарат і цифровий візіограф.
«Тризуб-2» — пересувний стоматологічний кабінет на базі автомобіля Peugeot Boxer. Оснащений аналогічно ПСК «ТриЗуб». Обладнання для «ТриЗуб-2» отримано завдяки меценатам і волонтерам з України та Данії.
«Тризуб-Аліса» — пересувний стоматологічний кабінет на базі автомобіля ЗІЛ-5301. Оснащений аналогічно ПСК «ТриЗуб».
«ТриЗубчик», «ТриЗубчик-2» — компактні та високомобільні ПСК на базі автомобіля Mercedes-Benz Sprinter, що застосовуються для надання оперативної стоматологічної допомоги в зоні бойових дій. Оснащені всім необхідним для надання стоматологічної допомоги комплектом обладнання у компактному варіанті, що полегшує його експлуатацію. Проєкт «ТриЗубДентал» надає ці кабінети штатним військовим стоматологам, які виконують бойові завдання у складі підрозділів, не маючи відповідного обладнання.
«Крокодил» — ПСК на базі двовісевого причепа з тягачем Chevrolet, який подарувала проєкту в 2015 році українська діаспора в Канаді. ПСК працює без підключення до водо- й електромережі, має 300-літровий бак для води та електрогенератор. ПСК обладнаний як повноцінний стоматологічний кабінет з робочим місцем зубного техніка. Окрім стоматологічного обладнання, оснащений цифровим лабораторним сканером відбитків для моделювання протезів. Має спальне місце для відпочинку лікаря.
«Слон» — високоспеціалізований мобільний діагностично-лікувальний стоматологічний комплекс на базі спеціалізованого автомобіля для кінознімання. Обладнання для нього придбала Національна спілка стоматологів України, а зібрали й змонтували запорізькі волонтери. Обладнаний за сучасними вимогами світових стандартів протоколів надання стоматологічної допомоги, а саме: цифровий комп'ютерний томограф, прицільний рентген апарат, цифровий візіограф, інтра-оральна камера, хірургічний операційний мікроскоп, фізіодіспенсер, діодний лазерний апарат, автоклав класу «В» тощо. Завдяки спеціалізованому програмному забезпеченню стало можливим стратегічне планування повної реабілітації військовослужбовців на місці і без залучення додаткових сторонніх ресурсів. В ПСК «Слон» проводяться хірургічні втручання усіх ступенів складності, ендодонтичні, ортодонтичні та парадонтологічні лікування важких випадків, імплантація з кістковою пластикою та протезування на імплантах. За 2015—2019 роки командою імплантологів-волонтерів, згідно з записами у лікарських журналах, військовим було безоплатно встановлено понад 1500 імплантів.
«Домік» — штаб з логістичним центром, складом витратних матеріалів та стаціонарним кабінетом на два стоматологічних робочих місця. Оснащений за сучасними вимогами і стандартами[який?] надання якісної стоматологічної допомоги: два крісла, спеціалізоване безтіньове освітлення, мікроскоп, автоклав класу «В», рентгенівський апарат і цифровий візіограф[джерело?].

## Інша діяльність

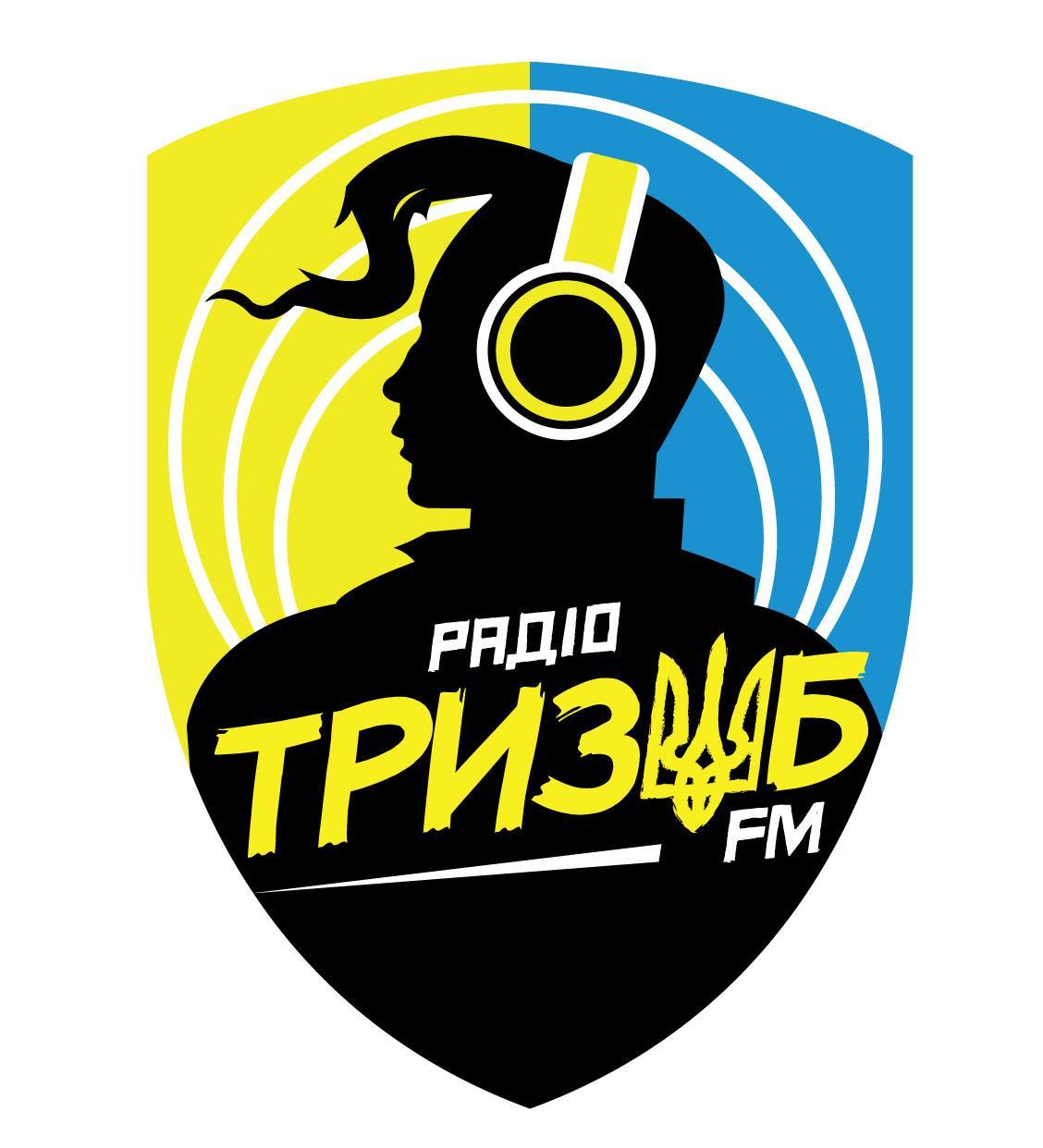
Логотип радіостанції «Тризуб ФМ»

За час існування проєкту «ТриЗуб Дентал», на його базі сформувався і культурний осередок, котрий відвідують політичні та громадські діячі, митці. Проєкт брав участь у благодійних та мистецьких заходах. В цій локації зупинялися журналісти, проводять зустрічі, диспути, знімають фільми.

### Радіо Тризуб ФМ

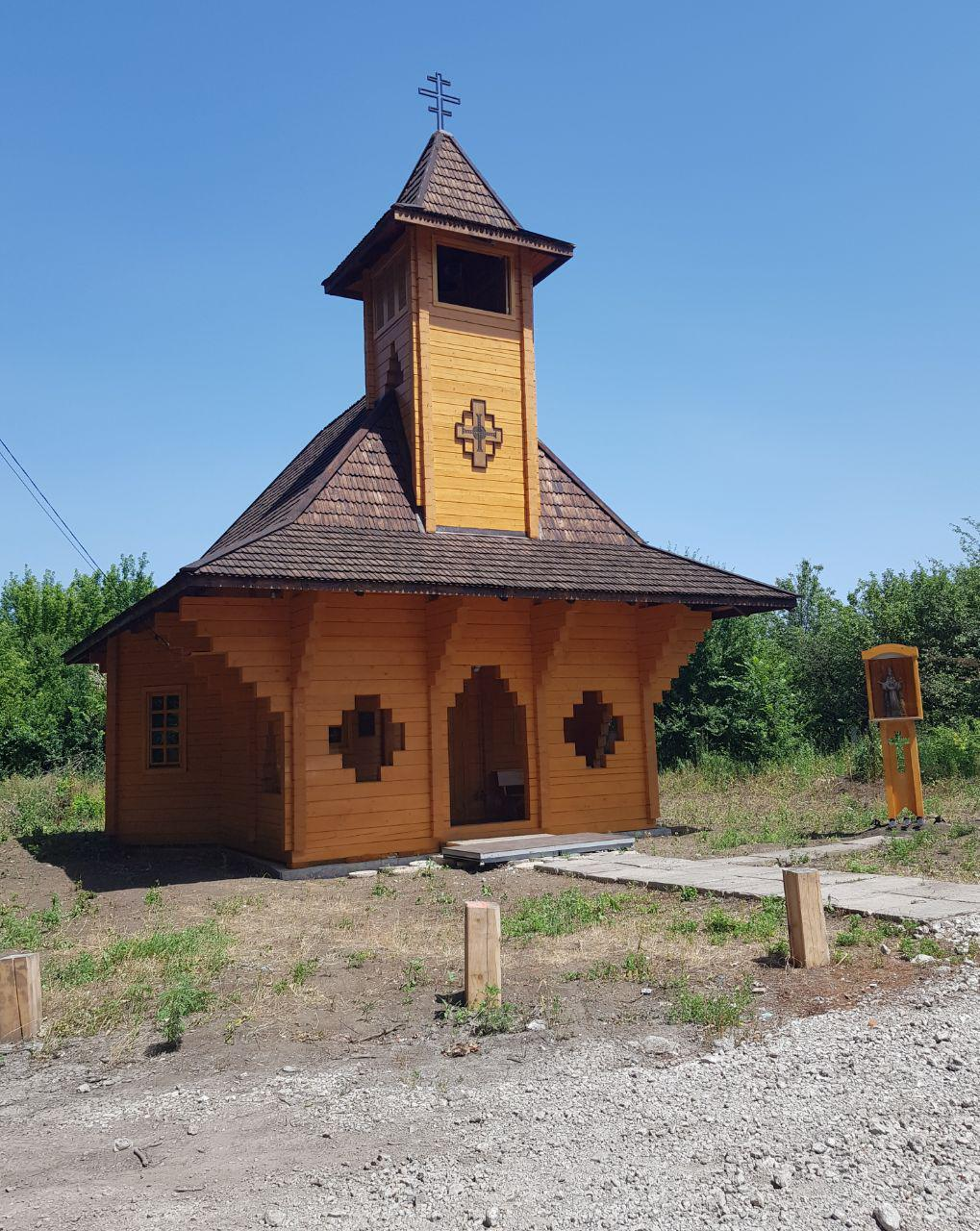
Церква святої Анни в с. Карлівка Донецької області.

«Тризуб-ФМ» або «Радіо вільних людей» — радіостанція створена командою "ТриЗуба"у 2015 році і обладнана в Доміку, діє в радіусі 35–40 км від Карлівки, зокрема, в Донецьку і Покровську.
За словами Ігоря Ященка, радіо не мало державної підтримки. Спочатку радіо мало джингл «Працюємо без ліцензії, без договору оренди приміщення, на повному морозі», але 2018 року отримало радіоліцензію на 8 точок радіомовлення у прифронтовій зоні. Станом на 2020 рік працює 3 точки: поблизу Авдіївки, Маріуполя та Світлодарська.
Щодня «Тризуб-ФМ» пропонує аудиторії п'ять блоків новин, що готуються у Запоріжжі. Військовий кореспондент веде аналітичну програму, а ведучі — рубрику «Живемо на війні» — прямий етер з відомими людьми, які приїздять у зону ООС.

### Церква святої Анни
22 березня 2020 року в рамках проєкту «ТриЗуб Дентал» відбулося урочисте відкриття єдиного в Україні міжконфесійного осередку для військових, що знаходяться при виконанні бойових завдань — церкви святої Анни. Ідея будівництва храму належить президентові Національної спілки стоматологів України — Миронові Угрину.
Храм був своєрідним духовним центром для військових пацієнтів, де, окрім всього, вони могли зачекати на прийом до лікаря. Там же діяв лекційний зал, бібліотека, виставка картин та ікон.
Церква споруджена гуцульськими майстрами за старовинними технологіями: зі смереки та без цвяхів. Розміри храму — 11 м на 9 м 20 см, площа основного приміщення — 50,5 м.кв. Ще 10 м.кв. — хори, де облаштована бібліотека. Архітектор — Богдан Гринько.
Храм збудовано за кошти жертводавців. За словами меценатів, кожен охочий міг купити символічний дерев'яний брус.
Ще до урочистого відкриття в храмі було одне вінчання й одне хрещення.